# Коновницын, Пётр Петрович (декабрист)
Граф Пётр Петро́вич Коновни́цын (Коновницын 1-й) (14 (26) октября 1803 — 22 августа (3 сентября) 1830) — декабрист из рода Коновницыных.

## Биография
Пётр Петрович был вторым ребёнком и старшим сыном в семье генерала и военного министра Петра Петровича Коновницына (1764—1822) и Анны Ивановны, урождённой Корсаковой (1769—1843). Имел старшую сестру Елизавету (1802—1867) и младших братьев: Ивана (1806—1867), Григория (1809—1846), Алексея (1812—1852).
Крещен 18 октября 1803 года в церкви Божией Матери Владимирской в Придворных слободах при восприемстве князя Никиты Ивановича Дондукова-Корсакова и бабушки Анны Еремеевны Коновницыной. Получил домашнее образование. В 1821 году начал службу колонновожатым в Свите Его Императорского Величества по квартирмейстерской части. В 1823—1825 годах состоял при Генеральном гвардейском штабе в чине подпоручика. С декабря 1825 года — при Училище колонновожатых в Санкт-Петербурге.
В 1825 году (по другим данным — с лета 1824 года) вместе с братом Иваном стал членом Северного общества декабристов, однако деятельного участия не принимал.
Пётр Коновницын был арестован 17 декабря 1825 в Петербурге и содержался сначала при училище колонновожатых, потом на гауптвахте, с 28 декабря 1825 в Кронштадтской и с 10 февраля 1826 в Петропавловской крепостях. Во время допроса П. П. Коновницын показал, что он был принят в тайное общество незадолго до восстания Е. П. Оболенским, а «цель общества сего была истребовать прав и законов государству». В день восстания по поручению князя Оболенского он должен был известить лейб-гренадеров о сборе войск на Сенатской площади. Пущин писал:
… Между тем Коновницын, конноартиллерист, освободившийся как-то из-под ареста, скакал верхом к Сенату и встретил Одоевского, который сменился с внутреннего караула и ехал к лейб-гренадерам с известием, что Московский полк давно на площади. Коновницын поехал с ним вместе. Приехавши в казармы и узнавши, что лейб-гренадеры присягнули Николаю Павловичу и люди были распущены обедать, они пришли к Сутгофу с упрёком, что он не привёл свою роту на сборное место, тогда как Московский полк давно уже был там

Следствие установило, что Коновницын «принадлежал к тайному обществу, хотя без полного понятия о сокровенной цели относительно бунта, и соглашался на мятеж». В 1826 году осуждён по IX разряду, лишён дворянства и чинов, разжалован в солдаты и отправлен в Семипалатинский гарнизон. Вместе с ним были осуждены брат Иван и Михаил Нарышкин, муж сестры Елизаветы. В 1826 году Пётр Петрович переведён на Кавказ в 8-й пионерный батальон. Участвовал в Кавказской и русско-турецкой войнах. Освобождая Сардарабад и Эривань, он проявил мужество и отвагу. Генерал Паскевич рапортовал:
… Дорохов, Коновницын, Пущин исполняли свой долг с похвальной ревностью, поощряя прочих нижних чинов своим примером. При короновании рва под Эриванью они также находились на работах, производимых под начальством г.-м. Трузсона… Разжалованный за дуэль Дорохов был в сем случае ранен пулею в грудь, одежда Коновницына прострелена тремя пулями
 Прапорщик с марта 1828 года, в 1829 году встречался с Пушкиным. В апреле 1830 получил чин поручика.
В феврале 1830 года получил отпуск для свидания с матерью в имении Никитовка (Ахтырского уезда Харьковской губернии), однако ему был запрещён въезд в другие губернии и при нём должен был находиться благонадёжный офицер.

## Противоречия в данных о месте смерти и захоронении
По одним данным, Пётр Петрович Коновницын на обратном пути из отпуска заразился холерой и скончался 22 августа (3 сентября) 1830 года. Был похоронен во Владикавказе. Барон А. Е. Розен писал в воспоминаниях: 
Владикавказ, у подножия Кавказских гор, на берегу Терека, довольно населённый город: имеет 4000 жителей, несколько улиц, больницу и запасные магазины. Я пошёл на кладбище, чтобы отыскать могилу П. П. Коновницына, узнав прежде от сестры его Е. П. Нарышкиной, что из Петербурга мать отправила металлическую доску с надписью. Долго ходил, искал и не нашёл его могилы. Священник и причётник указали мне место и рассказали, что он проездом заболел, лежал в больнице и умер от холеры. Эта болезнь свирепствовала до такой степени, что в сутки умирало до ста и более человек, так что не успевали хоронить порознь и положить тела в гроб, но рыли общую могилу и зарывали тела сотнями, как на поле битвы.
По другим данным, сибирская ссылка, нелегкая военная служба в горах подорвала здоровье Петра, и он заболел туберкулезом. В феврале 1830 года он приехал на свидание с матерью и для лечения в имение Никитовка. Вылечить болезнь не смогли. В августе того же 1830 года Петр в тяжелых муках умер. Похоронила его мать в саду собственного дома. Земляки восстановили могилу декабриста. С 1975 года к могиле П. П. Коновницына тянется небольшой ручеек поклонников и школьников, иногда сельчане в поминальные дни кладут цветы.
Украинский историк, специалист в области историографии, декабристовед Г. Д. Казьмирчук указал: 

 «В феврале 1830 года П. П. Коновницын получил отпуск и приехал в Никитовку. Летом того же года он скончался и был здесь похоронен. Могила П. П. Коновницына сохранилась до настоящего времени. В 1975 году здесь была установлена надгробная плита с портретом декабриста».

Сегодня Никитовка, бывшее имение Коновницыных, входит в Белковскую громаду (орган местного самоуправления, бывший Белковский сельский совет, Тростянецкого района Сумской области), которая в 2016 году поставила новый памятник из гранита на могиле декабриста. 

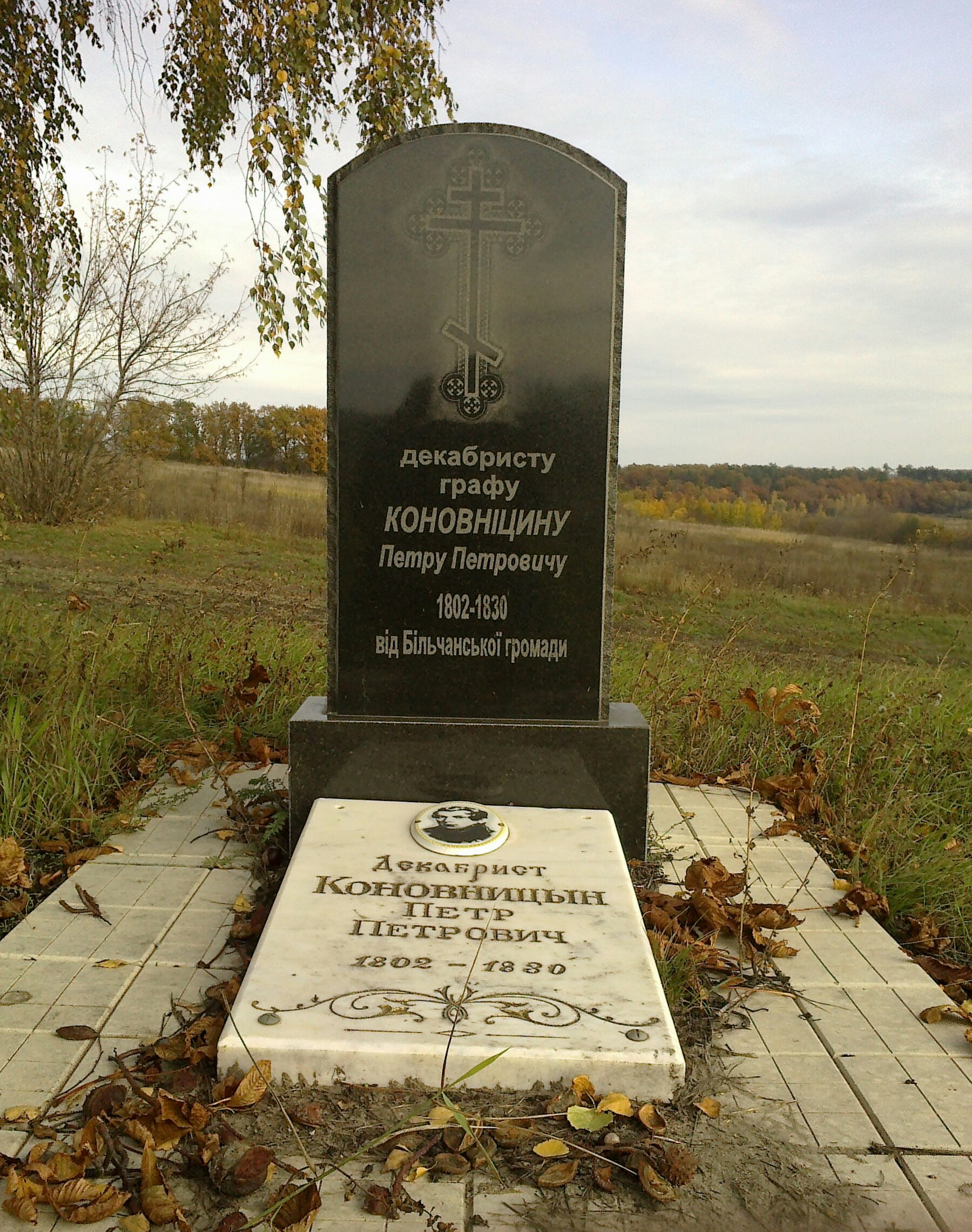
Могила П. П. Коновницына (декабриста) после благоустройства 2016 году

## Увековечивание памяти
В знак памяти о сыновьях-декабристах Петре Петровиче и Иване Петровиче Коновницыных — Анна Ивановна Коновницына в 1836 году поставила в Никитовке церковь Казанской иконы Божьей матери. В августе 1943 г. при наступлении советских войск в купол церкви попал авиационный снаряд. Фасад церкви был разрушен.
В семейном имении в селе Кярово Гдовского уезда Санкт-Петербургской губернии был установлен памятник Петру Коновницыну. Его поставил в память о брате Иван Коновницын. К сожалению, памятник не уцелел, осталось только гранитное основание.